# یدالله رحمانی
یدالله رحمانی (به کردی: یه‌دوڵڵا ڕه‌حمانی) (زادهٔ ۲۰ شهریور ۱۳۲۹ در بیله‌هو، دالاهو – درگذشتهٔ ۷ خرداد ۱۳۹۰ در کرمانشاه) شاعر و خواننده کرد ایرانی است.

## زندگی
یدالله رحمانی در ۲۰ شهریور ۱۳۲۹ در روستای بیله‌هو در دهستان قلخانی از توابع بخش گهواره در شهرستان دالاهو در استان کرمانشاه به دنیا آمد. او به عنوان خوانندۀ مقام‌خوان و شاعر به زبان کردی جنوبی، آوازهای کهن گورانی منطقه سرپل ذهاب و کرمانشاه را بازخوانی و با سروده‌های خویش بازسرایی کرد. او در تلاش بود تا آوازهای منطقه گرمیان معروف به گرمیانی شرق کردستان در مسیر رودخانه الوند را بازخوانی کند و آداب کوچ‌نشینان و فرهنگ شفاهی مردمانی که در امتداد این رودخانه می‌زیستند را انتقال دهد. او همکاری خود را سال ۱۳۴۹ با ارکستر رادیو تلویزیون کرمانشاه آغاز کرد و چندین آواز و ترانه را به همراه این گروه ضبط نمود. پس از انقلاب ایران به دلایل سیاسی و اجتماعی، بیش از ۲۰ سال از فعالیت هنری دست کشید و در سال‌های پایانی عمرش به سرودن و بازخوانی چندین ترانۀ به یاد ماندنی پرداخت که یادآور سال‌های غمگین زندگی اوست.

## آثار
- الوناتی: آلبومی بر اساس آوازهای منطقه حاشیه رودخانه الوند الوناتی که سروده‌ها و آواز یدالله رحمانی را با آهنگسازی و تنظیم شهریار جمشیدی شامل می‌شود. الوناتی توسط نوازندگان گروه دیلان ضبط و به‌صورت نوار کاست در سال ۱۳۸۳ توسط انتشارات نهاله رودکی در ایران به چاپ رسید.
- یادی جاران

از دیگر آثار او می‌توان مقام ئای ئای، فه‌لای شاری خه‌م، ترانۀ عاشقانه معروف مه‌رزیه، شیوه‌ن بلبل و چند ترانۀ دیگر به کُردی کلهوری و سورانی نام برد که عمدتاً پیش از انقلاب ۱۳۵۷ در رادیو کردی کرمانشاه ضبط شده‌اند.